# 杜恩·考斯威尔
杜恩·考斯威尔（英語：Duane Causwell，1968年5月31日—），美国NBA联盟前职业篮球运动员。他在1990年的NBA选秀中第1轮第18顺位被萨克拉门托国王选中。